# Astronom

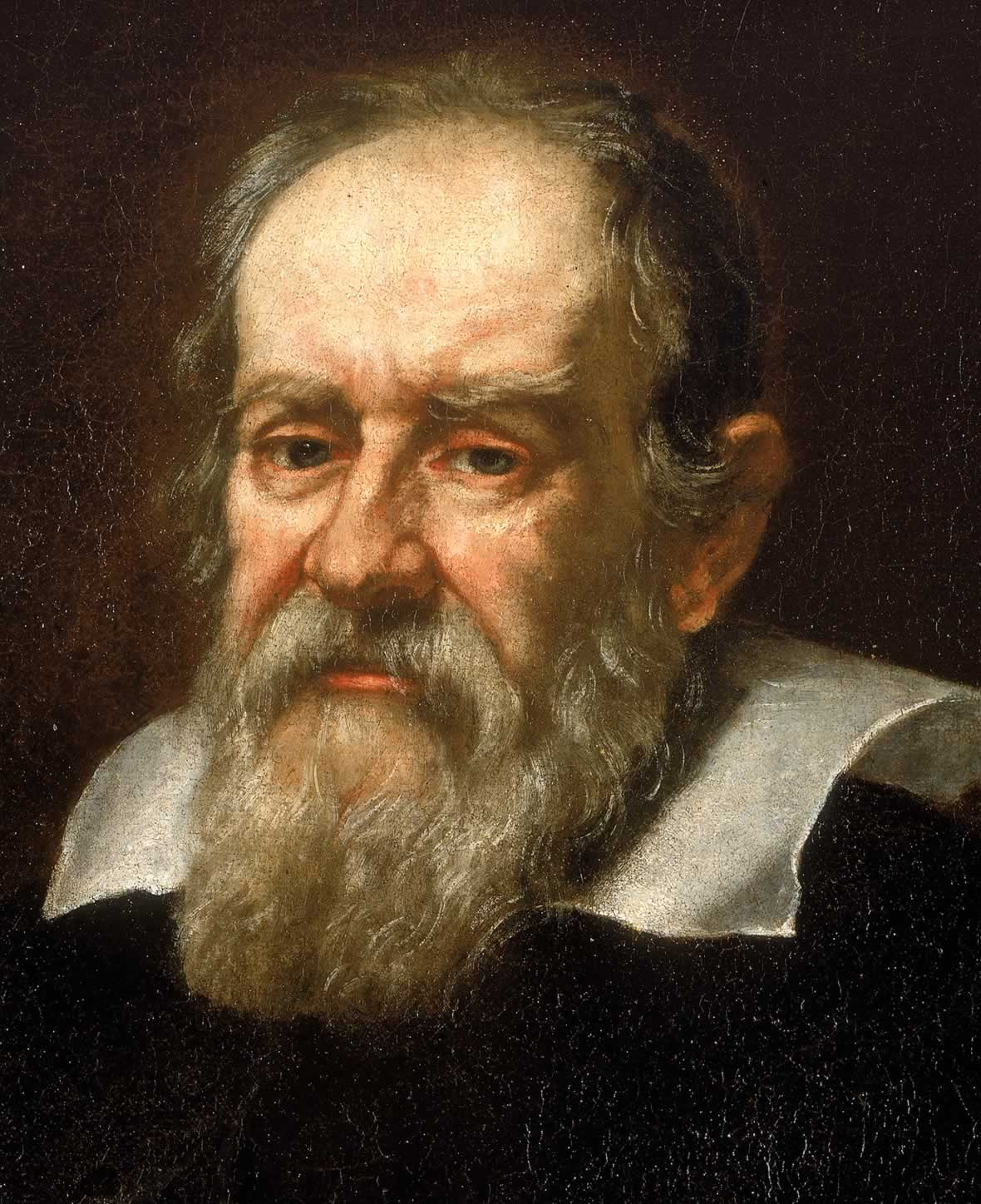
Galileo Galilei este adesea considerat ca fiind părintele astronomiei moderne

Un astronom sau astrofizician  este o persoană care se ocupă cu astronomia sau astrofizica.

## Interesul manifestat pentru cercetarea bolții cerești
Diferitele culturi din lume au arătat interes pentru bolta cerească încă din timpuri preistorice. În mod independent, unele dintre aceste culturi au început să sprijine grupuri de scribi sau preoți care s-au dedicat ei înșiși observării corpurilor cerești. Observarea mișcării planetelor și predicția mișcării lor viitoare era ocupația principală a astronomiei în antichitate. În cadrul culturii europene se crede în general că astronomia își are începuturile în Mesopotamia antică. Studii recente ale manuscriselor babiloniene au arătat că anticii mesopotamieni stăpâneau cu o mare acuratețe bolta cerească a noptilor antice.

## Evoluția termenului în cursul istoriei
Istoric, astronomia consta îndeosebi în clasificarea aștrilor și descrierea fenomenelor văzute pe cer, în timp ce astrofizica încerca să le explice și să le diferențieze cu ajutorul legilor fizicii. În zilele noastre, această distincție aproape că a dispărut. 

## Fundamentul astrologic
Este important de recunoscut că înainte de 1750, cu aproximație, astrologia era considerată o știință în strânsă legătură cu astronomia. În Babilonia antică cele două erau considerate ca fiind practic identice.
Astronomii, spre deosebire de majoritatea oamenilor de știință, nu pot interacționa cu obiectele pe care le studiază. În schimb pot efectua observații detaliate în urma cărora rezultă descoperiri importante. În general astronomii folosesc telescoape sau alte echipamente imagistice pentru a face observațiile de rigoare. Profesia în sine este "presărată" cu călătorii în locuri îndepărtate și pe distanțe mari pentru completarea studiilor respective.

## Câțiva astronomi celebri
| Astronom                   | Contribuție |
| -------------------------- | --- |
| Hipparchus și Ptolemeu     | Au determinat pozițiile a aproape 1 000 de stele vizibile cu ochiul liber, au încercat să explice enigmele astronomiei prin prisma modelului geocentric (singurul cunoscut în epocă) și au clasificat stelele după magnitudinea aparentă. |
| Aristarchus din Samos      | Prima persoană cunoscută care a propus modelul heliocentric al universului. A încercat să calculeze mărimile lunii și a soarelui și distanțele până la ele. |
| Nasir al-Din al-Tusi       | Acest astronom persan a făcut prima expunere publică a întregului sistem de trigonometrie plană și sferică. A realizat tabele ale mișcărilor planetare cu o mare acuratețe și a stabilit denumiri pentru multe dintre stele A dezvoltat cuplul Tusi care reduce mișcarea liniară la o sumă de două mișcări circulare. A calculat de asemenea valoarea de 51' pentru precesia echinocțiilor și a contribuit la construcția și utilizarea astrolabului. |
| Nicolaus Copernic          | Primul exponent al heliocentrismului din vremurile moderne. |
| Tycho Brahe                | A dezvoltat multe instrumete astronomice importante și a realizat multe măsurători de o mare acuratețe ale bolții cerești prin îmbunătățirea metodologiei științifice și prin realizarea de instrumete la o scară largă. Măsurătorile sale ale orbitei planetei Marte au contribuit foarte mult la dezvoltarea astronomiei. |
| Johannes Kepler            | A sugerat orbitele eliptice ale planetelor și a propus Legile lui Kepler ale mișcării corpurilor cerești. |
| Galileo Galilei            | A fost primul care a utilizat telescopul pentru a observa bolta cerească. A fost condamnat prin arest la domiciliu pentru descoperirile sale de către edictul dat de Inchiziție, care a fost ridicat 359 de ani mai târziu de către Papa Ioan Paul al II-lea. |
| Isaac Newton               | A publicat Philosophiae Naturalis Principia Mathematica (1687), conținând Legile mișcării ale lui Newton, care sunt fundamentale pentru fizica mecanică și care explică legile mișcărilor planetare ale lui Kepler. A prezis orbitele planetelor. |
| Giovanni Domenico Cassini  | A descoperit Marea Pată Roșie de pe Jupiter, precum și diviziunea care îi poartă numele, în inelele lui Saturn. |
| Pierre-Simon de Laplace    | A demonstrat pentru prima oară stabilitatea dinamică a Sistemului Solar, și a fost primul care a presupus existența găurilor negre. |
| Subrahmanyan Chandrasekhar | Multe lucrări asupra proceselor interne ale stelelor, cunoscut mai ales pentru determinarea efectului relativității speciale asupra stelelor, fiind primul care a calculat limita Chandrasekhar, fără a folosi un calculator, pe când era într-o călătorie la bordul unei nave. |
| Henrietta Swan Leavitt     | A catalogat stelele cu cefeide variabile din Norii lui Magellan, în 1912 a descoperit relația dintre luminozitate și periodicitate în Cefeide, conducând la opera de mai târziu a lui Ejnar Hertzsprung. |
| Ejnar Hertzsprung          | A determinat distanța către mai multe cefeide, când au fost detectate cefeide în altă/alte galaxii cum ar fi galaxia Andromeda, astfel putând fi determinată distanța la acele galaxii. |
| Edwin Hubble               | A descoperit expansiunea Universului, denumită (Legea lui Hubble). Telescopul Spațial Hubble a fost numit în cinstea sa. |
| Bernard Lyot               | A inventat coronograful solar și a studiat, pentru prima oară, protuberanțele solare, în afara eclipselor. |

## Astronomul modern
Progresul în știință și tehnologie a dat naștere la multe categorii de astronomi. Progresele efectuate în domeniul tehnologiei imaginii au dus la o dezvoltare fără precedent a observațiilor imagistice și infra-imagistice ale fenomenelor cerești, atât diurne cât și nocturne. Răspândirea pe Internet a informațiilor legate de spațiul cosmic a făcut ca multe dintre fenomene să poată fi observate de către tot mai mulți astronomi, mai ales formarea aurorelor polare, aparițiile de comete și ocultațiile. Dezvoltarea soft-urilor care permit ghidajul telescoapelor și camerelor de luat vederi, precum și măsurătorile foarte precise ale vitezei luminii au făcut posibile realizarea de imagini de înaltă calitate și de aducerea unor contribuții majore ale multor astronomi în cercetarea spațiului cosmic, mult mai mult decât în trecut. În plus, acum a apărut un nou tip de astronom: constructorul de situri Web și cel ce realizează popularizarea științei, care realizează răspândirea prin Internet a imaginilor și informațiilor astronomice, de asemenea încurajând dezvoltarea astronomiei prin popularizarea atât a imaginilor cât și a tehnicii. Chiar și prin descoperirea recentă a unor cratere terestre de impact de către așa-zișii "astronomi de fotoliu", care utilizează Google Earth, poate să valideze acest tip de astronom. Astronomii sunt adesea matematicieni, efectuând mai degrabă calcule decât observații asupra bolții cerești și prelevării de imagini astronomice. Observarea, măsurarea și răspândirea evenimentelor legate de ocultații constituie o activitate în creștere, de o importanță covârșitoare în a aduce noi informații care să ajute la predicțiile viitoare asupra corpurilor cerești, cum ar fi forma lunii, asteroizilor și planetelor, cu o foarte mare acuratețe și presupunând investiții minime în echipament.
Granița dintre noțiunea de astronom amator și cea de astronom profesionist este mai estompată decât oricând, astronomii amatori aducând contribuții importante în multe domenii ale cunoașterii, adesea foarte importante, cum ar fi spre exemplu descoperirea unei planete prin efectul de lentilă gravitațională. Diviziunea amintită este mai mult de ordin "didactic", în cadrul astronomiei aceasta practic nu există.

### Astronomie de amatori
În afară de astronomii profesioniști din întreaga lume, există o enormă comunitate de astronomi amatori, mulți dintre ei fiind repartizați în cluburi, în majoritatea orașelor lumii.
Société astronomique de France, Association française d'astronomie, British Astronomical Association și Société royale d'astronomie du Canada grupează astronomii francezi, britanici și canadieni.  Astronomii amatori canadieni sunt repartizați în 28 de birouri locale denumite „centre”.
Astronomical Society of the Pacific este cea mai mare societate de astronomie generală din lume, cuprinzând atât astronomi amatori cât și profesioniști, precum și profesori provenind din peste 70 de țări.
În Québec, Fédération des astronomes amateurs du Québec grupează  48 de cluburi și organisme de astronomie de amator (plus două în Nouveau-Brunswick), cu un total de vreo 1.600 de persoane. Cele mai vechi cluburi din Québec sunt Centre de Québec și Montreal Centre, precum și Centre francophone de Montréal de la Société royale d'astronomie du Canada (dintre care o parte a devenit mai târziu Société d'astronomie de Montréal).

#### În România
În România activează un număr de astrocluburi și de societăți astronomice, repartizate în diferite orașe din țară: Arad: Astroclubul Galaxis, Brașov: Astroclubul Brașov, București: Astroclubul București și Asociația Astronomică Urania, Bumbești-Jiu / Târgu Jiu: Astroclubul SARM Gorj, Cluj-Napoca: Astroclubul Borealis și Astroclubul Andromeda, Iași: Astroclubul Lyra, Miercurea Ciuc: Erdely Magyar Csillagaszati Egyesulet – Asociația Astronomică Maghiară din Transilvania, Târgoviște: Societatea Astronomică Română de Meteori SARM, Târgu Mureș: Astronomie în Tg. Mureș, Timișoara: Astroclubul Antares Timișoara, Sighetul Marmației: Astroclubul SARM Sighet.

## Activități curente efectuate de astronomi
- măsurarea datelor orbitale ale corpurilor cerești
- măsurarea compoziției chimice ale corpurilor cerești
- măsurarea valorilor luminoase ale obiectelor cerești
- fotografierea și cercetarea activității solare
- cercetarea aurorelor polare
- vizualizarea cometelor
- activități de predare a astronomiei
- construcția de situri web cu conținut astronomic
- promovarea astronomiei
- activarea în grupurile de știri de pe internet cu conținut astronomic.
- efectuarea de călătorii în locuri unde se produc evenimente astronomice, cum ar fi eclipse, unde se găsesc telescoape speciale, unde se țin conferințe pe teme de astronomie etc.
- dezvoltarea instrumentelor optice
- dezvoltarea de echipamente electronice cu rol în activitatea astronomică
- observarea evenimentelor astronomice, înregistrarea și răspândirea informațiilor cu caracter astronomic.

## Astronomul reprezentat în arta plastică

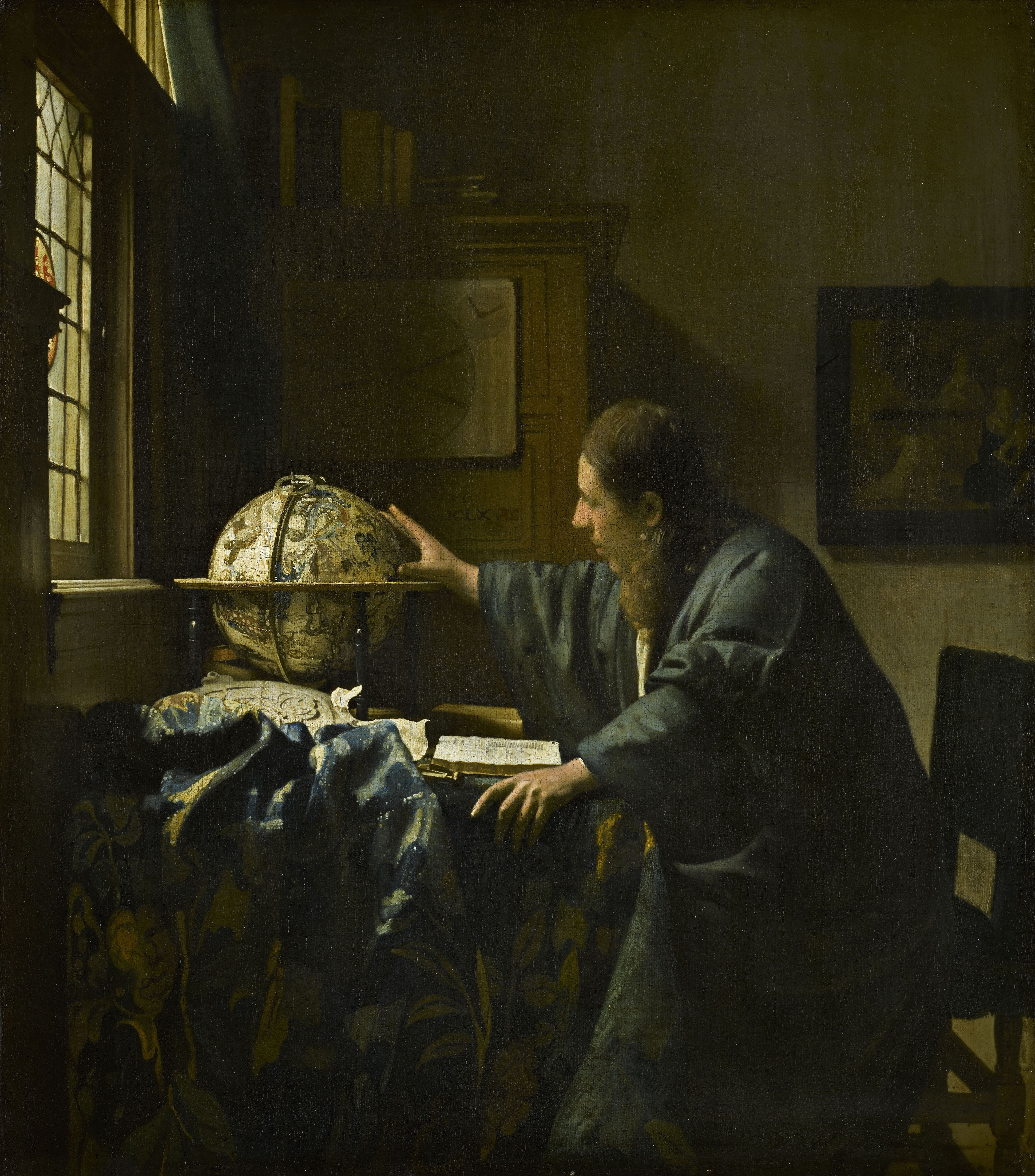
Astronomul (1668), pictură de Johannes Vermeer

- Jan Brueghel cel Bătrân (1568-1625), în tabloul Peisaj spre castelul Mariemont, l-a reprezentat pe arhiducele Albert de Habsburg (1559-1621) ținând o lunetă astronomică. Era prima reprezentare artistică a acestui instrument astronomic.
- Prin binecunoscutul său tablou intitulat Astronomul, care este adesea legat de Geograful, un alt tablou celebru al său, pictorul Johannes Vermeer a reprezentat artistic influența tot mai mare a demersului științific în Europa în vremea realizării lor: 1668-69.